# Margaretha Pirot
Margaretha Pirot, född 1630, död 1683, var en nederländsk affärsidkare. 
Hon var från 1660 med stor framgång verksam i sin mosters glasföretag i Rotterdam. Hon är känd som hemlig syster och agent inom jesuiterna, och ägnade sig åt katolsk mission i nederländerna. 